# دانشکده حقوق (مجموعه تلویزیونی)
دانشکده حقوق (انگلیسی: Law School؛ کره‌ای: 로스쿨; لاتین‌نویسی اصلاح‌شده: Roseukul) یک مجموعهٔ تلویزیونی کره جنوبی ۲۰۲۱ با بازی کیم میونگ-مین، کیم بوم، ریو هه-یونگ و لی جونگ-اون است. این مجموعه از ۱۴ آوریل تا ۹ ژوئن ۲۰۲۱، روزهای چهارشنبه و پنجشنبه ساعت ۲۱ (کی‌اس‌تی) از جی‌تی‌بی‌سی پخش شد.
این مجموعه، برای استریم در نتفلیکس قابل دسترسی است.

## خلاصهٔ داستان
این مجموعه در دانشکده حقوق دانشگاه هانکوک قرار دارد، و داستان دانشجویان و استادان در این دانشکده را روایت می‌کند که با یک پروندهٔ غیر معمول روبرو می‌شوند. یک استاد در این دانشکده حقوق معتبر و دانشجویانش درگیر پرونده‌ای بی‌سابقه می‌شوند. یک درام در مورد فرایند وکلای آینده که اعتبار، قانون و عدالت را درک می‌کنند.

## بازیگران

### بازیگران اصلی
- کیم میونگ-مین در نقش یانگ جونگ-هون؛ دادستانی که استاد شده، حقوق کیفری تدریس می‌کند.
- کیم بوم در نقش هان جون-هوی؛ دانشجوی سال اول که همیشه نمره‌های بالایی در میان همسالان خود می‌گیرد.
  - آن سونگ-وون در نقش نوجوانی جون-هوی
- ریو هه-یونگ در نقش کانگ سول اِی؛ دانشجوی سال اول که از طریق پذیرش ویژه وارد دانشکده حقوق شد.
- لی جونگ-اون در نقش کیم اون-سوک؛ قاضی‌ای که استاد شده، حقوق مدنی تدریس می‌کند.

### بازیگران مکمل

#### هیئت علمی دانشکده حقوق دانشگاه هانکوک
- آن نه-سانگ در نقش سو بیونگ-جو
- گیل هه-یون در نقش اوه جونگ-هی
- وو هیون در نقش سونگ دونگ-ایل
- اوه مان-سوک در نقش کانگ جو-مان
- لی سونگ-هون در نقش جونگ ده-هیون

#### دانشجویان دانشکده حقوق دانشگاه هانکوک
- لی سو کیونگ در نقش کانگ سول بی؛ دانشجوی سال اول.[۵] او هم‌اتاقی کانگ سول اِی است.
- لی دیوید در نقش سو جی-هو
- گو یون-جونگ در نقش جون یه-سول؛ دانشجوی سال اول.[۶]
- هیون وو در نقش یو سونگ-جه؛ دانشجوی سابق پزشکی که به دانشکده حقوق روی آورد.
- لی کانگ-جی در نقش مین بوک-گی
- کیم مین-سوک در نقش جو یه-بوم

#### دفتر دادستانی
- پارک هیوک-کوان در نقش جی هیونگ-وو
- کیم یونگ-جون در نقش دادستان کل کیم
- مین ده-شیک

#### خانواده کانگ سول ای
- شین می-یونگ در نقش مادر کانگ سول اِی
- پارک سو-یی در نقش کانگ بیول
- ریو هه-یونگ در نقش کانگ دان/اریکا شین؛ خواهر دوقلوی کانگ سول اِی که یک داستان سری دارد. او تصمیم گرفت که به بوستون، ایالات متحده آمریکا نقل مکان کند.

### سایر بازیگران
- جونگ ون-جونگ در نقش نماینده کو هیونگ-سو
- جو جه-ریونگ در نقش لی مان-هو
- لی هوی-جونگ در نقش کو یونگ-چان
- لی چون-هی در نقش پارک گون-ته
- سونگ یو-جین
- پارک می-هیون در نقش هان هیه-گیونگ

## تولید

### توسعه
این مجموعه در ابتدا به عنوان پروژهٔ بدون شبکه توسط شرکت تولیدی گونگ‌گام‌دونگ هَوس در ژوئن ۲۰۱۸، تحت عنوان کاری هیولاهای دانشکده حقوق، اعلام شد و اولین مجموعه تلویزیونی دانشکده حقوقی در کره جنوبی بود که سو این (قاضی در برابر قاضی) نویسندگی آن را برعهده داشت. جی‌تی‌بی‌سی در تابستان ۲۰۲۰، حقوق پخش این مجموعه را خرید.

### بازیگران
در اواسط سپتامبر ۲۰۲۰، جی‌تی‌بی‌سی تأیید کرد که کیم میونگ-مین، کیم بوم، ریو هه-یونگ و لی جونگ-اون در این مجموعه بازی خواهند کرد.
کیم یون-سوک که پیش از این با بازیگران کیم میونگ-مین و کیم بوم در مجموعه فیلم کارآگاه کی همکاری داشته‌است، به این پروژه به عنوان کارگردان پیوست. او همچنین به همراه چوی سای-راک از گونگ‌گام‌دونگ هَوس، تهیه کنندهٔ مشترک این مجموعه است.

## تعداد بینندگان
| فصل | فصل | شمارهٔ قسمت | شمارهٔ قسمت | شمارهٔ قسمت | شمارهٔ قسمت | شمارهٔ قسمت | شمارهٔ قسمت | شمارهٔ قسمت | شمارهٔ قسمت | شمارهٔ قسمت | شمارهٔ قسمت | شمارهٔ قسمت | شمارهٔ قسمت | شمارهٔ قسمت | شمارهٔ قسمت | شمارهٔ قسمت | شمارهٔ قسمت | میانگین |
| فصل | فصل | ۱          | ۲          | ۳          | ۴          | ۵          | ۶          | ۷          | ۸          | ۹          | ۱۰         | ۱۱         | ۱۲         | ۱۳         | ۱۴         | ۱۵         | ۱۶         | میانگین |
| --- | --- | ---------- | ---------- | ---------- | ---------- | ---------- | ---------- | ---------- | ---------- | ---------- | ---------- | ---------- | ---------- | ---------- | ---------- | ---------- | ---------- | ------- |
|     | ۱   | ۱٫۰۶۶      | ۰٫۸۱۲      | ۰٫۸۶۱      | ۰٫۹۰۸      | ۰٫۹۱۴      | ۰٫۹۷۲      | ۰٫۹۸۹      | ۱٫۱۸۵      | ۱٫۲۰۱      | ۱٫۲۳۵      | ۱٫۲۹۲      | ۱٫۱۰۸      | ۱٫۵۱۹      | ۱٫۱۶۷      | ۱٫۳۱۳      | ۱٫۳۲۹      | ۱٫۱۱۷   |

| ۱ | ۱۴ آوریل ۲۰۲۱ | ۵٫۱۱۳٪ (چهارم) | ۵٫۶۵۹٪ (چهارم) |
| ۲ | ۱۵ آوریل ۲۰۲۱ | ۴٫۱۱۲٪ (پنجم)  | ۴٫۵۳۱٪ (چهارم) |
| ۳ | ۲۱ آوریل ۲۰۲۱ | ۴٫۳۳۸٪ (پنجم)  | ۴٫۶۲۱٪ (چهارم) |
| ۴ | ۲۲ آوریل ۲۰۲۱ | ۴٫۳۱۸٪ (پنجم)  | ۴٫۹۰۸٪ (چهارم) |
| ۵ | ۲۸ آوریل ۲۰۲۱ | ۴٫۴۷۳٪ (چهارم) | ۴٫۸۰۱٪ (چهارم) |
| ۶ | ۲۹ آوریل ۲۰۲۱ | ۴٫۶۷۶٪ (چهارم) | ۵٫۳۴۵٪ (چهارم) |
| ۷ | ۵ مه ۲۰۲۱     | ۴٫۵۰۵٪ (چهارم) | ۵٫۳۴۶٪ (چهارم) |
| ۸ | ۶ مه ۲۰۲۱     | ۵٫۳۸۸٪ (چهارم) | ۶٫۰۴۴٪ (سوم)   |
| ۹ | ۱۲ مه ۲۰۲۱    | ۵٫۵۰۸٪ (چهارم) | ۵٫۶۴۵٪ (چهارم) |
| ۱۰ | ۱۹ مه ۲۰۲۱    | ۵٫۶۵۲٪ (چهارم) | ۶٫۵۴۷٪ (سوم)   |
| ۱۱ | ۲۰ مه ۲۰۲۱    | ۶٫۲۴۹٪ (چهارم) | ۶٫۷۹۶٪ (چهارم) |
| ۱۲ | ۲۶ مه ۲۰۲۱    | ۵٫۵۵۰٪ (چهارم) | ۶٫۰۰۵٪ (سوم)   |
| ۱۳ | ۲۷ مه ۲۰۲۱    | ۶٫۸۹۱٪ (سوم)   | ۷٫۷۰۲٪ (سوم)   |
| ۱۴ | ۲ ژوئن ۲۰۲۱   | ۵٫۶۹۴٪ (چهارم) | ۶٫۲۴۱٪ (سوم)   |
| ۱۵ | ۳ ژوئن ۲۰۲۱   | ۶٫۳۰۹٪ (چهارم) | ۶٫۷۲۳٪ (سوم)   |
| ۱۶ | ۹ ژوئن ۲۰۲۱   | ۶٫۱۱۴٪ (پنجم)  | ۶٫۵۲۳٪ (پنجم)  |
| میانگین | میانگین       | ۵٫۳۰۶٪         | ۵٫۸۴۰٪         |
| - در جدول بالا، اعداد آبی کمترین رتبه را دارند و اعداد قرمز بیشترین رتبه را نشان می‌دهند. - این درام از یک کانال کابلی/پولی تلویزیون پخش می‌شود که در مقایسه با تلویزیون آزاد/پخش کننده‌های عمومی (اس‌بی‌اس، کی‌بی‌اس، ام‌بی‌سی و ئی‌بی‌اس) به طور معمول مخاطبان نسبتاً کمتری دارد. - به دلیل پخش پنجاه و هفتمین دورهٔ جوایز هنری بکسانگ، در ۱۳ مه ۲۰۲۱ هیچ اپیزودی پخش نشد. |               |                |                |